# Danvikskanalen

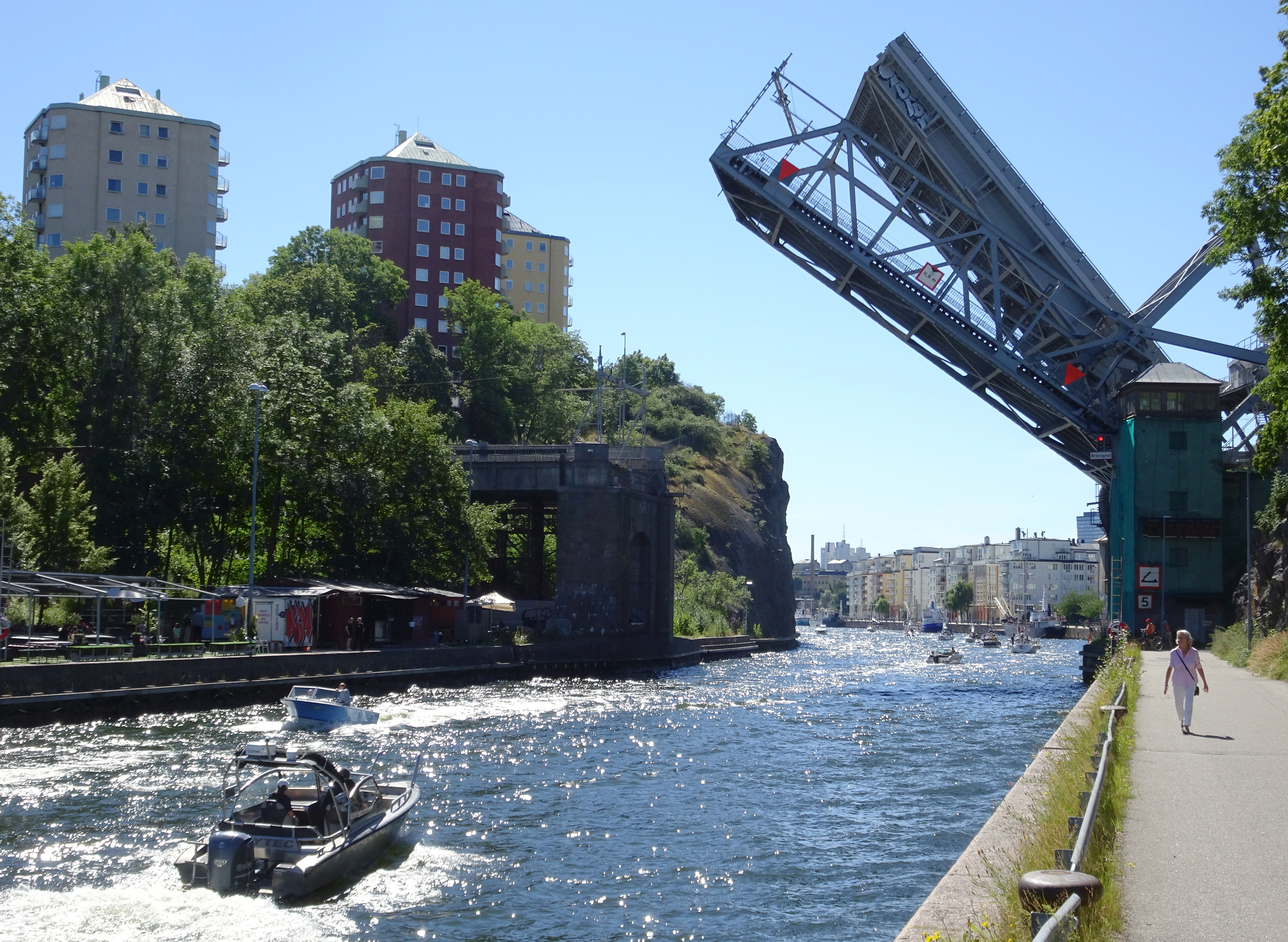
Danvikskanalen och Danviksbron, 2022.

Danvikskanalen är en kanal mellan Hammarby sjö och Saltsjön i stadsdelen Södermalm i Stockholm. Danvikskanalen är en del av Hammarbyleden, vars genomförande beslutades 1914 av Stockholms stadsfullmäktige. Anläggningsarbetena för kanalen började 1917 och fullbordades 1929.

## Bakgrund

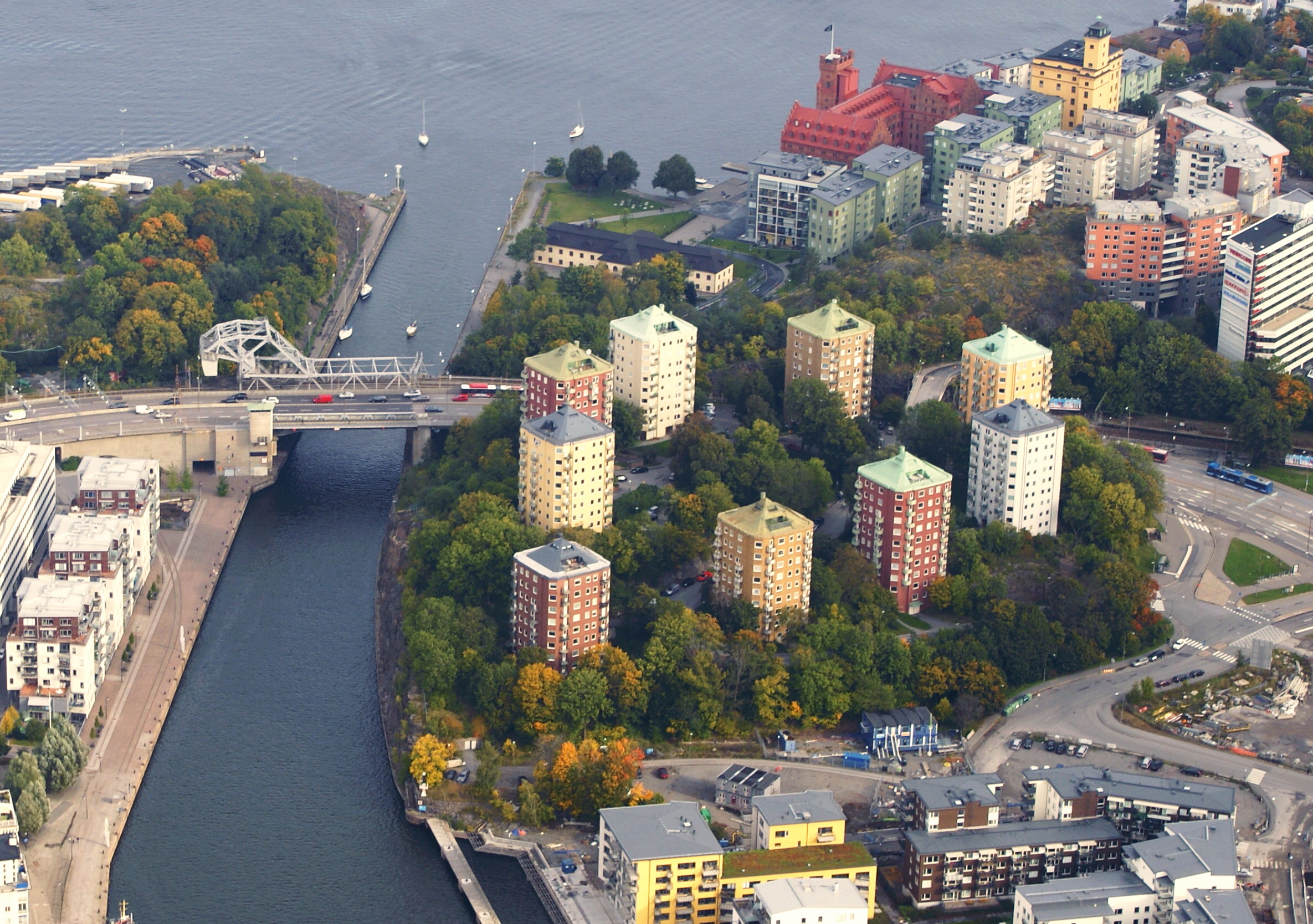
Danvikskanalen, Danviksbron och Danviksklippan, 2012.

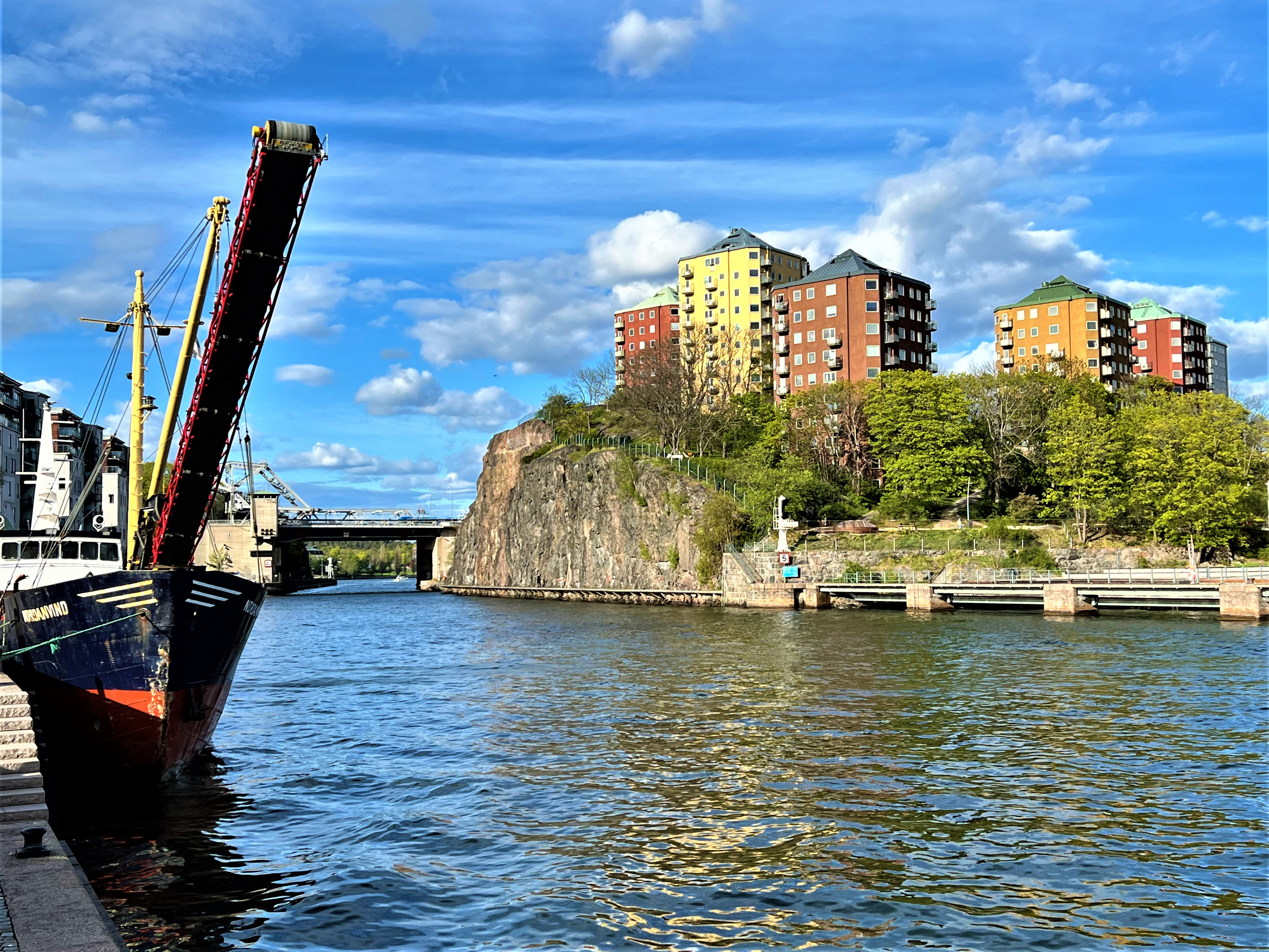
Danvikskanalen och Danviksklippan, 2022. Förtöjd vid kanalen M/S Nordanvind.

Frågan om en ny farled mellan Mälaren och Saltsjön hade Stockholms stad under utredning i flera år i början av 1910-talet. Anledningen var att Nils Ericsons sluss från 1850 ansågs alldeles för liten för att klara av den växande sjöfarten. Genom tillkomsten av Sammanbindningsbanan 1871 korsade även järnvägstrafiken den gamla farleden vid Söderström med besvärliga, hinderliga broöppningar till följd. Meningen var även att större och mera djupgående fartyg skulle kunna passera via Stockholm till och från Östersjön. Bland andra hade Ekensbergs Varv i Gröndal svårigheter att få ut större nybyggen från Mälaren till Östersjön. 
Flera förslag hade lagts fram, men det som slutligen accepterades var en kanalled genom Hammarby sjö och Årstaviken. Den 25 maj 1914, en månad innan utbrottet av första världskriget, beslöt Stockholms stad att en ny farled via Liljeholmsviken, Årstaviken och Hammarby sjö skulle anläggas. Förutsättningar för beslutet var dels att fartyg med 5,5 meter djupgående skulle kunna passera den planerade Hammabyleden, dels att Västra stambanan skulle omläggas och ledas över en högbro (den senare Årstabron) över Årstaviken vid Årsta holmar. 

## Anläggningsarbetena
Innan Hammarbyleden byggdes låg Hammarby sjö 4,7 meter högre än Saltsjön, och Hammarby Sjö hade sitt utlopp i litet vattendrag kallad Danviks ström eller Kvarnströmmen. Den gick rakt genom Danvikens hospitals område och drev efter 1500-talets mitt Danviks kvarn. Kvarnen lades ner på 1890-talets slut och revs i samband med bygget för Danvikskanalen. 
Kanalen sprängdes rakt igenom Danvikens berg och östra delen av Fåfängan. Kanalen är 700 meter lång och 35–100 meter bred. Över kanalen går Danviksbron. Kanalens sidor är delvis mycket branta, den östra sidan mot Danviksklippan är 32 meter hög, den västra mot Fåfängan är 15 meter hög. Båda sidor av kanalen ligger inom Stockholm, på den östra stranden norr om Danviksbron ligger en remsa längs kajen, cirka 10 meter bred, inom stadsdelen Södermalm. Där kanalen nu går fram låg en gång Danvikens Hospitals stora område, numera återstår endast dess huvudbyggnad samt hospitalsparken. 

### Historiska bilder

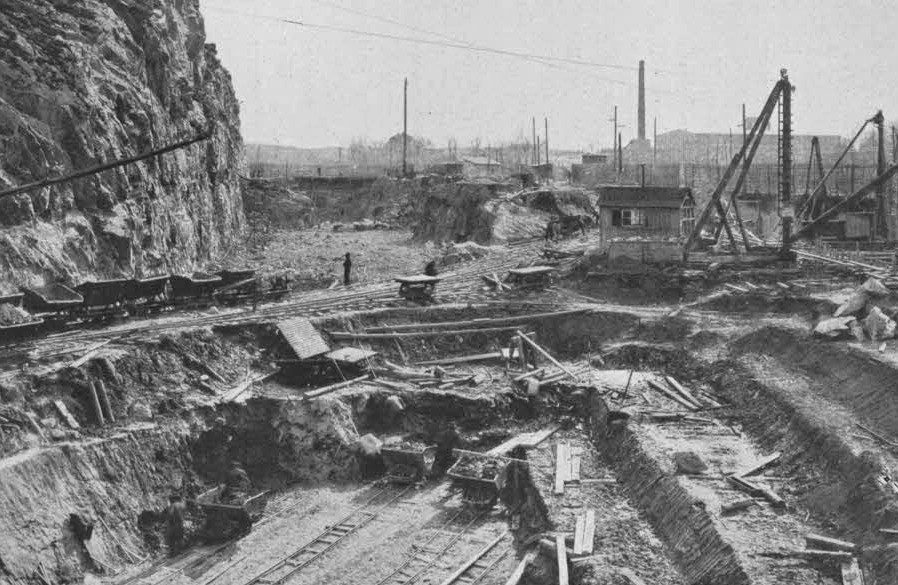
Anläggningsarbeten, schakt och sprängning 1919
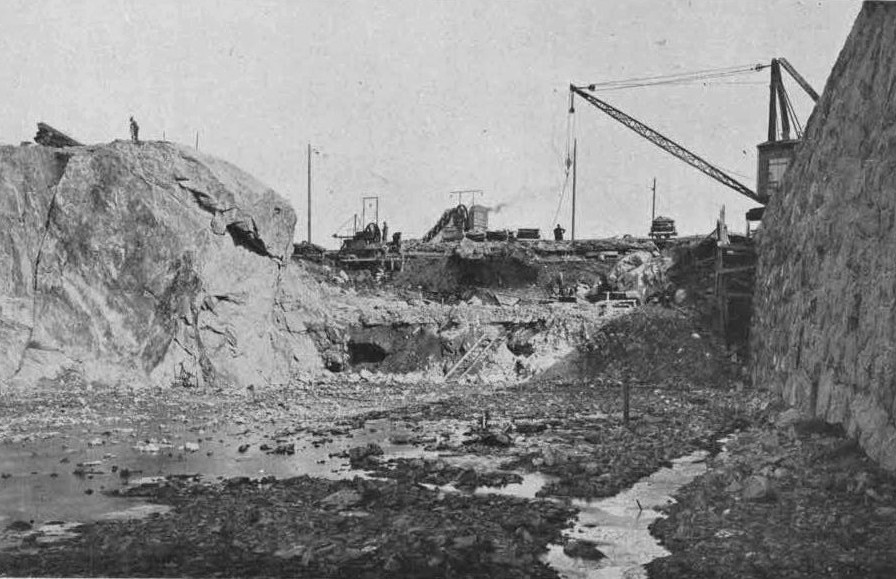
Anläggningsarbeten, schakt och sprängning 1920
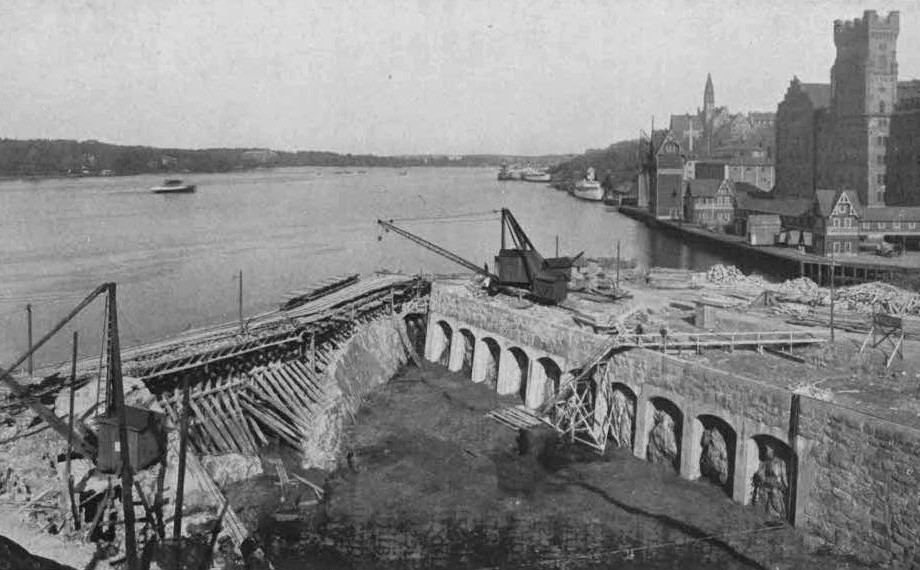
Anläggningsarbeten, fångdamm mot Saltsjön 1925
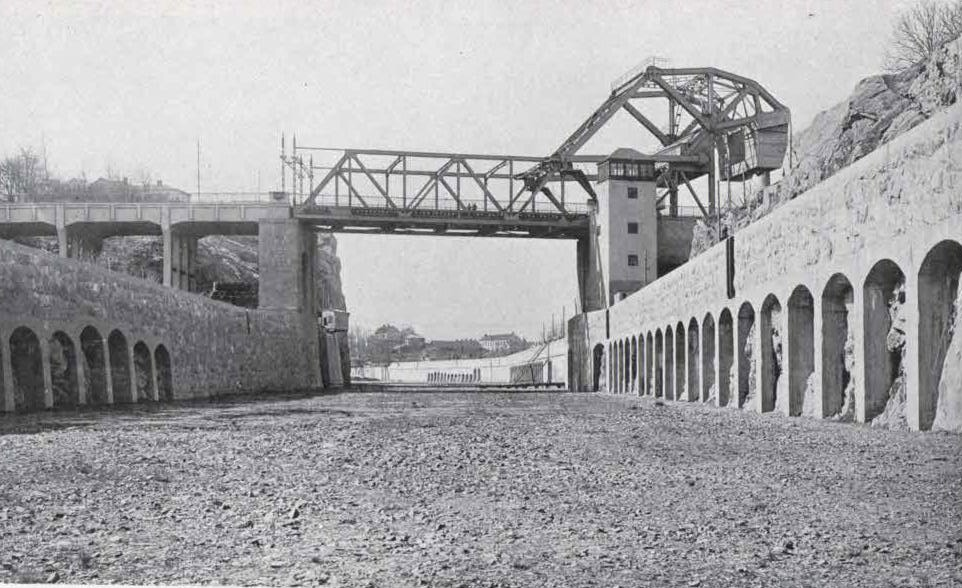
Anläggningarbeten, Danviksbron, kanalen är ännu torr 1928

## Nutida bilder

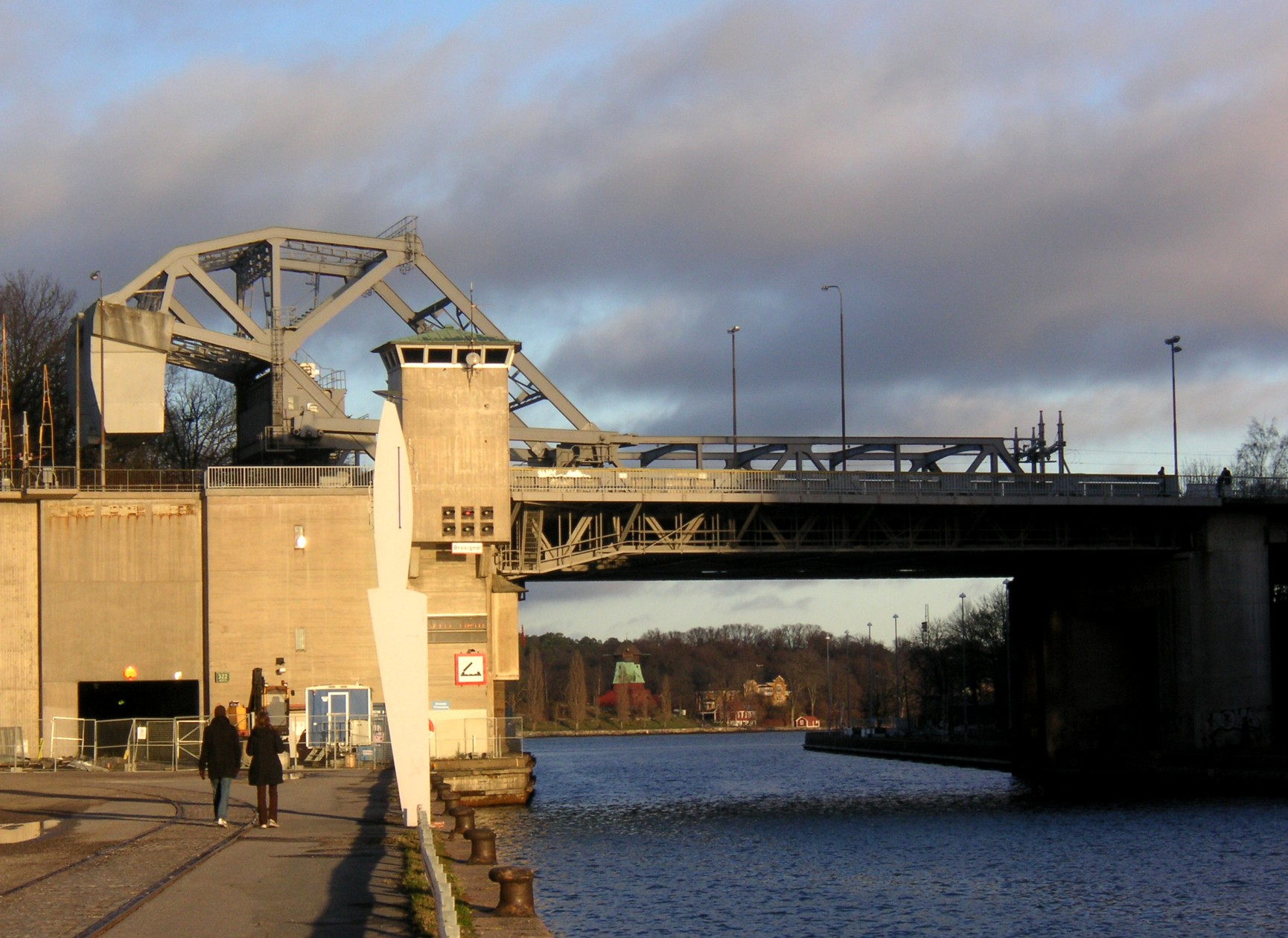
Danvikskanalen, vy under Danviksbron, 2006
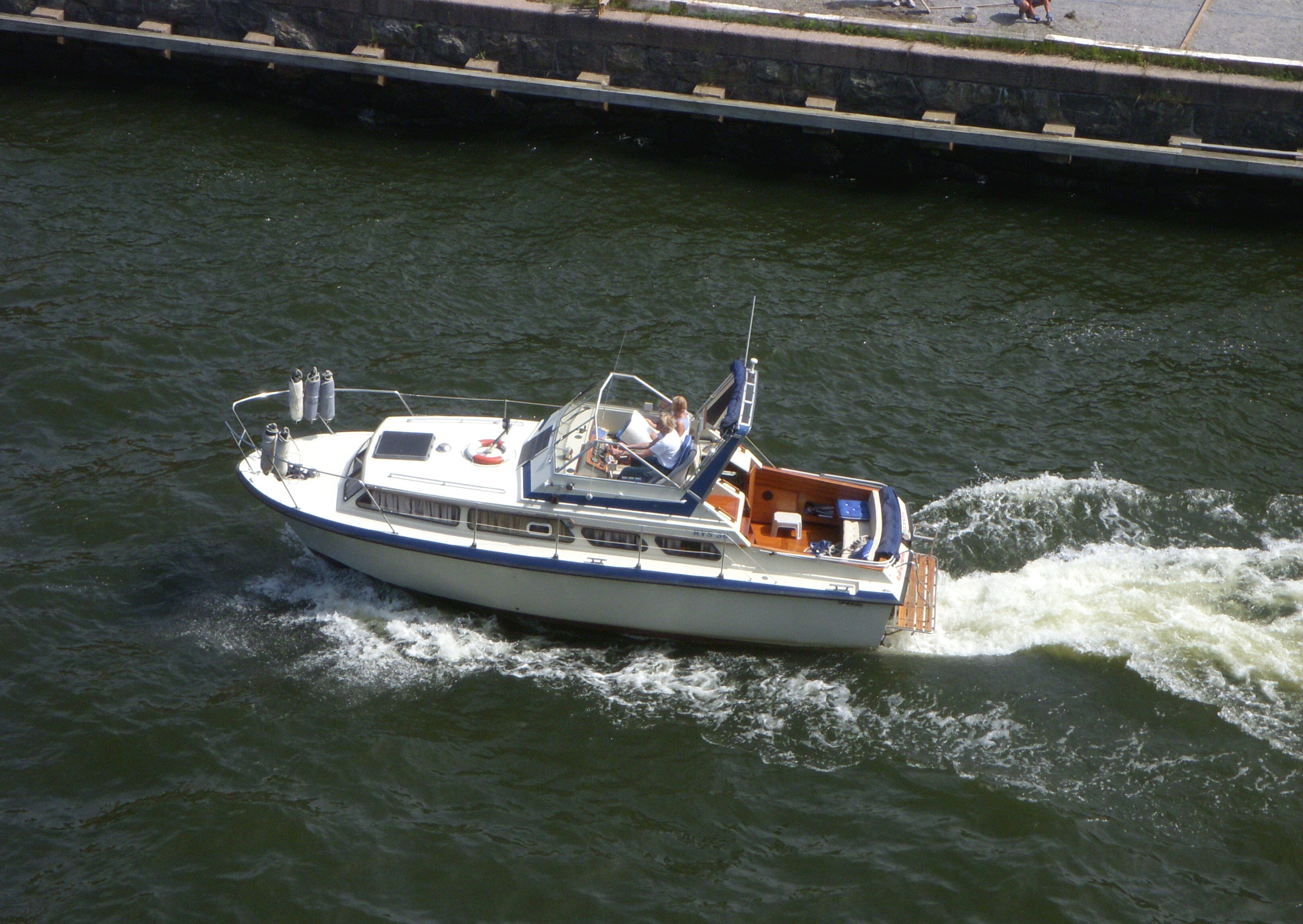
Fritidsbåt i Danvikskanalen, 2011
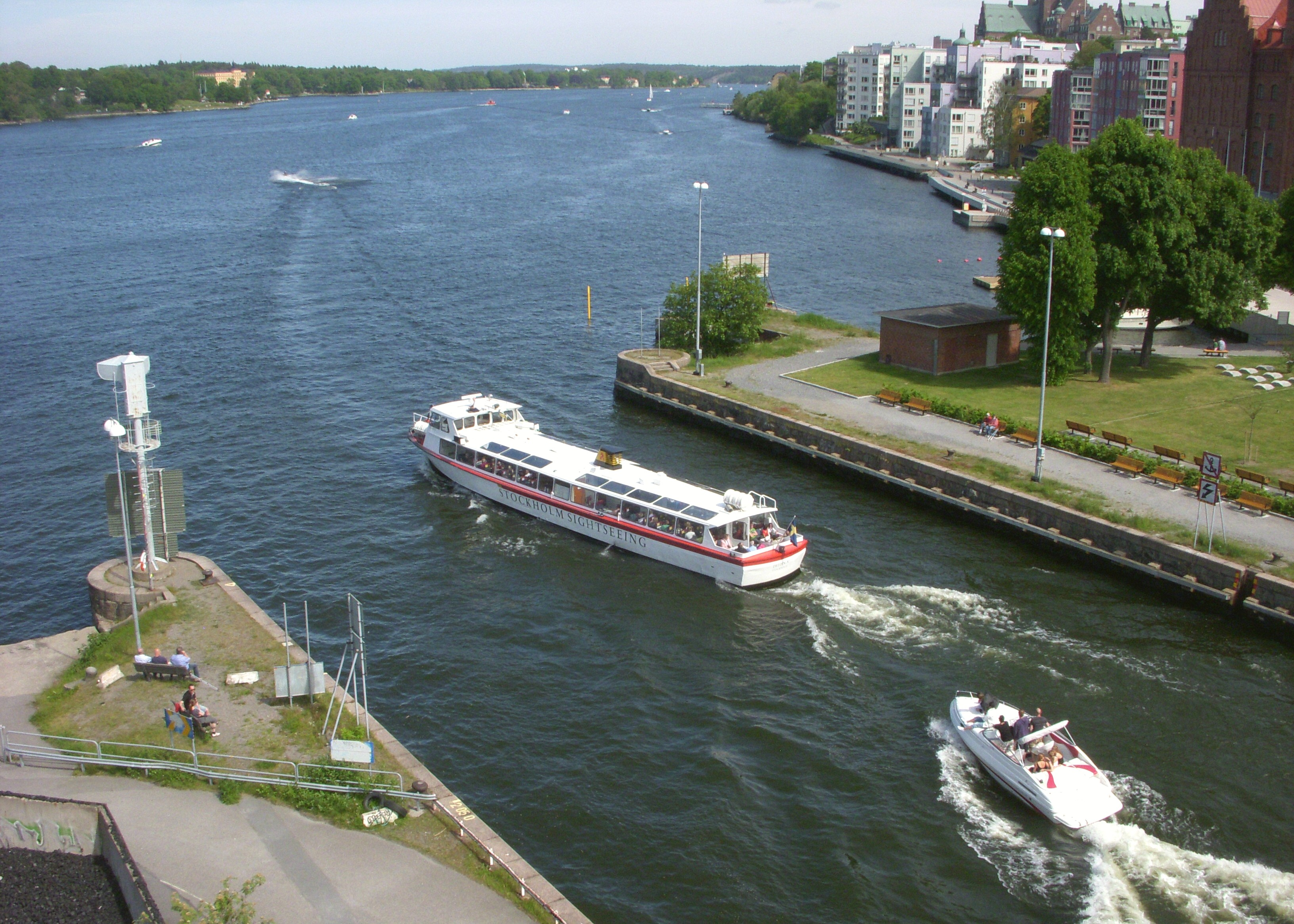
Danvikskanalens mynning vid Saltsjön, 2011
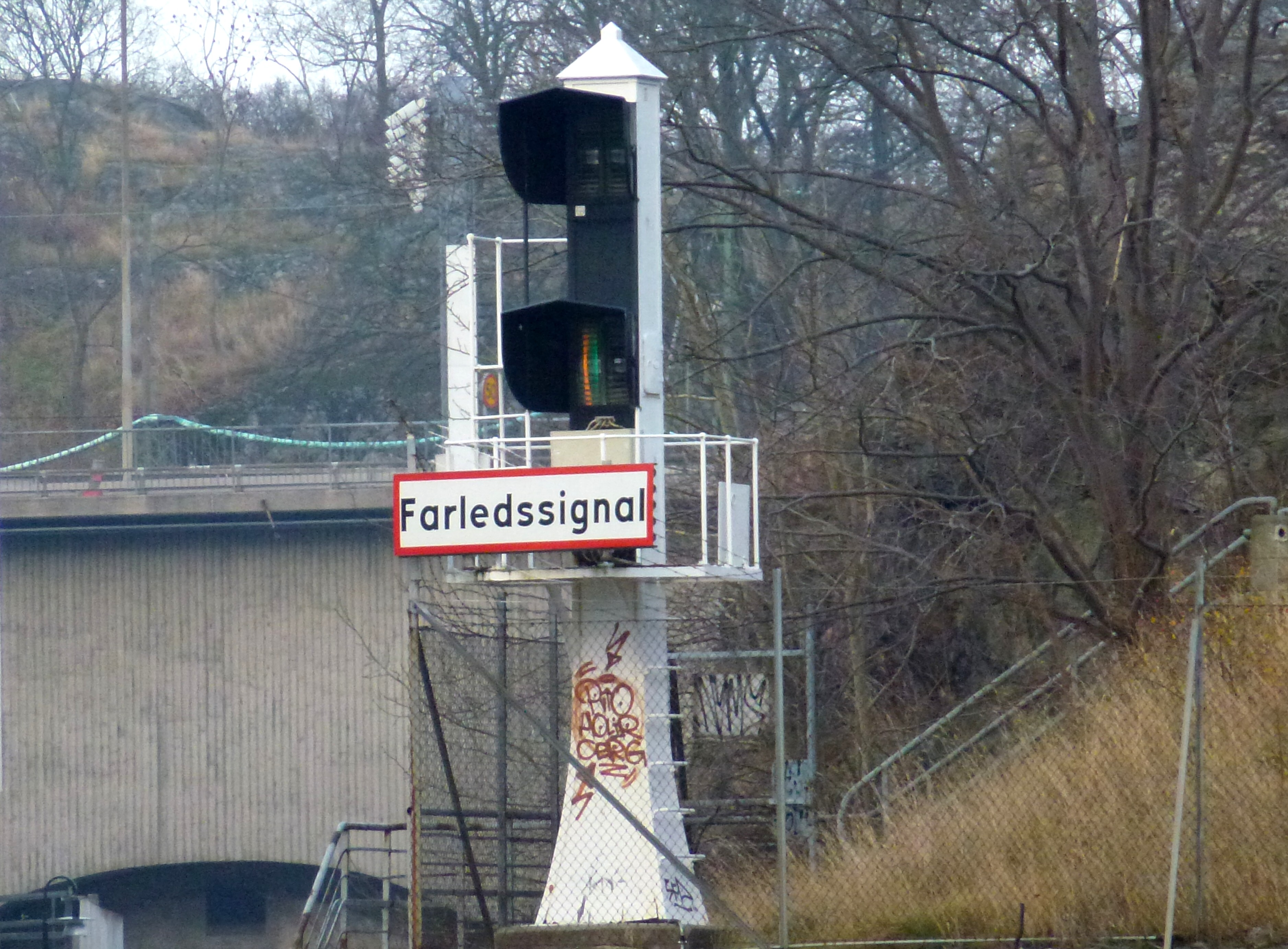
Danvikskanalens farledssignal, 2012